# Паршута Юлія Василівна
Юлія Василівна Паршута (нар.. 23 квітня 1988, Сочі, Краснодарський край, Російська РФСР) — російська співачка, акторка, телеведуча, колишня солістка поп-гурту «Інь-Ян». З 2011 року займається сольною кар'єрою.

## Життєпис
Народилася 23 квітня 1988 року в місті Сочі. 
У три з половиною роки батьки віддали її до школи «Маленький балет» на заняття з класичних танців. До 11 років вона виступала на різних сценічних майданчиках міста, беручи участь в дитячих танцювальних конкурсах. З 7 років паралельно з загальноосвітньою школою навчалася в дитячій музичній школі з класу скрипки. У шкільні роки грала в баскетбол, займалася в науковому товаристві «Прометей», співала в гурті «Фортуна» при районному будинку культури, а також виступала моделлю на показах і дефіле.
Після закінчення школи зі срібною медаллю вступила до Сочинської філії Російського університету дружби народів на філологічний факультет. Грала в КВКН у жіночій збірній РУДН «Крім жартів». Працювала на телебаченні Сочі, вела рубрики «Прогноз погоди» і «Погода +». У 2003 році стала переможницею районного конкурсу пісні «Нова хвиля — 2003». У 2004 році вийшла до фінал загальноросійського конкурсу «Ти — супермодель-2». У 2006 році завоювала головний приз на конкурсі «Кришталева корона Москви».
У 2007 році після перемоги на конкурсі «Стань віджеєм MTV» вирушила до Москви на кастинг проєкту «Фабрика зірок» братів Костянтина та Валерія Меладзе. Пройшовши кастинг, Юлія Паршута стала учасницею сьомого сезону «Фабрики зірок», зайнявши за його підсумками третє місце разом з іншими учасниками гурту « Інь-Ян». З цим гуртом Юлія Паршута виступала до серпня 2011 року, після чого вирішила покинути колектив.
У 2010 році закінчила університет, отримавши червоний диплом. У цей же період її стали запрошувати для участі в телевізійних проєктах. Зокрема, з 2009 року вона стала акторкою молодіжного скетч-шоу «Даєш молодь!» на телеканалі СТС. Була також запрошена редакцією чоловічого журналу MAXIM знятися у відвертій фотосесії для жовтневого номера 2011 року .
У 2011—2012 роках навчалася і працювала в Нью-Йорку, де проходили записи її першого сольного альбому. У 2012 році в Росії представила свій перший сингл «This Is My Song». Прем'єра однойменного кліпу відбулася на інтернет-каналі Vevo, режисеркою кліпу виступила сама Паршута. У серпні 2013 року пісня потрапила в ротацію на радіо «Європа плюс».
У 2013 році уклала контракт з Sony Music Entertainment — найбільшим світовим рекорд-лейблом. Після повернення з Нью-Йорка вступила до школи драми Германа Седакова. У 2014 році Юлія Паршута була запрошена на зйомки відразу кількох фільмів. У серпні вийшов повнометражний музичний фільм «Таємниця чотирьох принцес», де Паршута виконала одну з головних ролей. Також у 2014 році знялася в епізоді серіалу «Красуні» і зіграла в двох фільмах Олександра Хвана («Півцарства за любов» та серіалі «Погляд з вічності»). У 2015 році в прокат вийшла комедія Діни Штурманової «Бармен», у якій Юлія Паршута зіграла одну з головних ролей. З лютого 2014 року вона почала брати участь в шоу «Один в один!» каналу Росія-1 .
Навесні 2018 року стала ведучою «Російського чарта» на ТНТ Music.
Особисте життя
7 вересня 2018 року одружилася з бізнесменом на ім'я Олександр.

## Дискографія
У складі групи «Інь-Ян»
- «Дебютный альбом» (2011)

Сольна дискографія
- «Навсегда» (2017, EP)

### Пісні
Позиції пісень Юлії Паршути в Tophit :
| рік  | Назва                             | найвища позиція в чарті TopHit 100 | всього тижнів в чарті TopHit 100 |
| ---- | --------------------------------- | ---------------------------------- | -------------------------------- |
| 2007 | «Тая» (збірник «Фабрика зірок 7») | 168                                | -                                |
| 2011 | «Здравствуй»                      | -                                  | -                                |
| 2012 | «Ты — мой пароль»                 | -                                  | -                                |
| 2012 | «This is My Song»                 | 204                                | -                                |
| 2012 | «Камень с души»                   | 297                                | -                                |
| 2013 | «Жизнь в реальности»              | -                                  | -                                |
| 2014 | «Ангел, севший мне на плечи»      | 202                                | -                                |
| 2014 | «Cut Me Open»                     | 42                                 | 19                               |
| 2015 | «В тишине громких слов»           | 195                                | -                                |
| 2015 | «Learning to Survive»             | 286                                | -                                |
| 2015 | «Most Wanted»                     | 208                                | -                                |
| 2015 | «Эх, лук-лучок»                   | 7                                  | 19                               |
| 2016 | «Невпопад»                        | 218                                | -                                |
| 2016 | «Месяц май»                       | 295                                | -                                |
| 2016 | «Асталависта»                     | 45                                 | 13                               |
| 2017 | «Навсегда»                        | 73                                 | 8                                |
| 2017 | «Саундтрек этого лета»            | 40                                 | 5                                |
| 2017 | «Больно, но красиво»              | 40                                 | 7                                |
| 2017 | «Северное сияние»»                | 36                                 | 4                                |

### Відеокліпи
| Рік  | Кліп                                 | Режисер                      |
| ---- | ------------------------------------ | ---------------------------- |
| 2012 | «This is My Song»                    | Микс Озолиньш и Юлия Паршута |
| 2013 | «Жизнь в реальности» (feat. PashaPG) |                              |
| 2014 | «Cut Me Open»                        | Константин Черепков          |
| 2015 | «Most Wanted»                        | Олеся Кустова                |
| 2016 | «Месяц май»                          | Юлия Мельникова              |
| 2016 | «Асталависта»                        | Алан Бадоев                  |
| 2017 | «Навсегда»                           | Алан Бадоев                  |
| 2017 | «Невыносимая» (feat. Марк Тишман)    | Артём Голубев                |
| 2017 | «Почему дождь»                       | Михаил Самылов               |
| 2018 | «Все в порядке»                      | Валентин Гросу               |
| 2018 | «Северное сияние (Remix)»            | Валентин Гросу               |
| 2019 | «Останешься»                         | Алан Бадоев                  |

## Телевізійні проекти
- «Фабрика зірок 7» (телевізійний проєкт, 2007) — участь;
- «Даєш молодь!» (телевізійне скетч-шоу , 2009—2014) — роль Єви;
- «Big Love Show 2014» (телепрограма, 2014 року) — співведуча;
- «Один в один!» (другий сезон, телепрограма, 2014 року) — учасниця;
- «Імперія ілюзій: Брати Сафронови» (телевізійне шоу, 2015) — участь;
- «Один в один!» (четвертий сезон, телепрограма, 2016) — учасниця;
- Російський Чарт ТНТ Music (музичний чарт, 2018) — ведуча.

## Фільмографія
| Рік  |   | Назва                                      | Роль       |
| ---- | - | ------------------------------------------ | ---------- |
| 2014 | с | Красуні                                    | секретарка |
| 2014 | ф | Таємниця чотирьох принцес (музичний фільм) | Гретель    |
| 2014 | ф | Півцарства за любов                        | Христина   |
| 2014 | с | Погляд з вічності                          | Аелла      |
| 2015 | ф | Бармен                                     | Юля        |
| 2015 | м | Сімейний бізнес                            | Ніка       |

## Нагороди
- 2016 — премія «Unique Pleasure Awards 2016» у номінації «Актриса року» за роль у фільмі «Бармен»;
- 2017 — перемога в Міжнародному музичному пісенному конкурсі «Безсмертний полк» за пісню «Місяць травень»;
- 2017 — номінантка Премії RU. TV в номінації «Найкращий кліп, знятий за кордоном (Відео на виїзді)» за кліп «Асталависта»;
- 2018 — премія «ЖАРА Music Awards» в номінації «Найстильніша».